# 아이엠 (기업)
아이엠(IM Co. Ltd.)은 대한민국의 광모듈부품 기업이다. 본사는 경기도 용인시 기흥로 58-1 A동 4층 아이엠에 위치해 있으며 대표이사는 김태동이다.

## 역사
2006년 1월 11일에 설립되었다. 2008년 7월 23일 공모가 5,000원에 상장하였다. 2023년 필리핀 희토류 채굴기업 PGMPI(Philippine General Minerals Project Inc)Philippine General Minerals Project, Inc)와 합작법인(JV) 설립 등 필리핀 핵심광물 개발 관련 양해각서(MOU)를 체결하였다.

## 참고문헌
1. ↑  박상인, 아이엠, 스마트필름사업 양산 본격화 원년 전망, 이투데이, 2024년 4월 11일
2. ↑  조한웅, ㈜아이엠, 필리핀 광물사업 기대고조…환경재건사업 수주 기대, 뉴스핌, 2023년 8월 22일
3. ↑  유진투자증권 기업분석 아이엠 2024.04.11
4. ↑  김소연, 아이엠, 김태동 대표이사 신규 선임, 이데일리, 2021년 9월 16일
5. ↑  아이엠, 필리핀 광산 니켈∙희토류 등 핵심광물 개발 사업 '본격화' 뉴스프라임 2023-06-21